# Campo Alegre do Fidalgo
Campo Alegre do Fidalgo è un comune del Brasile nello Stato del Piauí, parte della mesoregione del Sudeste Piauiense e della microregione dell'Alto Médio Canindé.